# Jay Huff
James "Jay" Matthew Huff (Durham, 25 de agosto de 1997) é um jogador norte-americano de basquete profissional que atualmente joga no Washington Wizards da National Basketball Association (NBA) e no Capital City Go-Go da G-League.
Ele jogou basquete universitário na Universidade da Virginia.

## Carreira no ensino médio
Huff jogou na Voyager Academy em Durham, Carolina do Norte, onde foi treinado por seu pai, Mike. Em 21 de janeiro de 2016, em seu último ano, ele se tornou o artilheiro de todos os tempos de sua escola. Huff levou seu time ao título estadual sendo eleito o MVP da final após um triplo-duplo de 14 pontos, 14 rebotes e 10 bloqueios. Ele terminou a temporada com médias de 16,3 pontos, 10,1 rebotes e 5,5 assistências. Um recruta de quatro estrelas, Huff se comprometeu a jogar basquete universitário pela Universidade da Virginia.

## Carreira universitária
Huff não jogou em seu primeiro ano na Universidade da Virginia para melhorar sua força e peso e ganhou cerca de 14 kg. Como calouro, ele teve médias de 3,4 pontos e 1,9 rebotes. Em 4 de abril de 2018, após sua temporada de calouro, foi anunciado que Huff perderia três a quatro meses após ser submetido a uma cirurgia. Em seu segundo ano, ele teve médias de 4,4 pontos e 2,1 rebotes em 9,3 minutos no time que foi campeão nacional.
Em 29 de fevereiro, Huff registrou 15 pontos, 10 bloqueios e nove rebotes na vitória por 52-50 sobre Duke. Ele se juntou a Ralph Sampson como o único jogador na história da universidade com pelo menos 10 bloqueios em um jogo. Em sua terceira temporada, Huff teve médias de 8,5 pontos, 6,2 rebotes e dois bloqueios, as melhores médias de sua carreira. Após a temporada, ele se declarou para o draft da NBA de 2020. Após avaliar sua decisão, ele anunciou que voltaria ao UVA para sua última temporada em 1º de agosto de 2020.
Após a temporada de 2020-21, Huff se declarou para o draft da NBA de 2021.

## Carreira profissional

### Los Angeles Lakers (2021–2022)
Depois de não ter sido selecionado no draft da NBA de 2021, Huff se juntou ao Washington Wizards para a Summer League de 2021. Em 21 de setembro de 2021, ele assinou com os Wizards, mas foi dispensado em 13 de outubro.
Em 18 de outubro de 2021, Huff assinou um contrato de mão dupla com o Los Angeles Lakers. Em 12 de janeiro de 2022, ele foi dispensado.

### South Bay Lakers (2022–2023)
Em 16 de janeiro de 2022, Huff foi re-adquirido pelo South Bay Lakers.
Huff se juntou ao elenco do Los Angeles Lakers que disputou a Summer League de 2022. Em sua estreia no torneio, ele registrou nove pontos e sete rebotes na vitória por 100-66 contra o Miami Heat.
Em 27 de julho de 2022, Huff assinou um contrato com o Los Angeles Lakers. Ele foi dispensado em 15 de outubro de 2022. Ele posteriormente voltou ao South Bay.

### Washington Wizards (2023–Presente)
Em 2 de março de 2023, Huff assinou um contrato de mão dupla com o Washington Wizards e o seu afiliado na G-League, o Capital City Go-Go.

## Estatísticas de carreira

### NBA

#### Temporada regular
| Ano     | Equipe      | PJ | PT | MPJ | AP   | 3P   | LL | RT  | AS | BR | TO | PPJ |
| ------- | ----------- | -- | -- | --- | ---- | ---- | -- | --- | -- | -- | -- | --- |
| 2021–22 | L.A. Lakers | 4  | 0  | 5.0 | .000 | .000 | —  | 1.0 | .3 | .3 | .3 | .0  |

### G-League
| Ano      | Equipe   | PJ                  | PT                  | MPJ                 | AP                  | 3P                  | LL                  | RT                  | AS                  | BR                  | TO                  | PPJ                 |
| -------- | -------- | ------------------- | ------------------- | ------------------- | ------------------- | ------------------- | ------------------- | ------------------- | ------------------- | ------------------- | ------------------- | ------------------- |
| 2016–17  | Virginia | Não jogou nesse ano | Não jogou nesse ano | Não jogou nesse ano | Não jogou nesse ano | Não jogou nesse ano | Não jogou nesse ano | Não jogou nesse ano | Não jogou nesse ano | Não jogou nesse ano | Não jogou nesse ano | Não jogou nesse ano |
| 2017–18  | Virginia | 12                  | 0                   | 8.8                 | .680                | .286                | .625                | 1.9                 | .3                  | .1                  | 1.2                 | 3.4                 |
| 2018–19  | Virginia | 34                  | 0                   | 9.3                 | .604                | .452                | .667                | 2.1                 | .2                  | .2                  | .7                  | 4.4                 |
| 2019–20  | Virginia | 30                  | 18                  | 25.0                | .571                | .358                | .540                | 6.2                 | .8                  | .4                  | 2.0                 | 8.5                 |
| 2020–21  | Virginia | 25                  | 25                  | 27.0                | .585                | .387                | .837                | 7.1                 | 1.0                 | .5                  | 2.6                 | 13.0                |
| Carreira | Carreira | 101                 | 43                  | 17.5                | .610                | .370                | .667                | 4.3                 | .5                  | .3                  | 1.6                 | 7.3                 |

Fonte: